# Heidenheim an der Brenz
Orașul Heidenheim, numit oficial Heidenheim an der Brenz , este un oraș din landul Baden-Württemberg din Germania. Este situat la frontiera dintre landurile Baden-Württemberg și Bavaria, la circa 17 km la sud de Aalen și la 33 km la nord de Ulm. Orașul, dominat de castelul Hellenstein, este traversat de râul Brenz.

## Istorie
Aici a fost o fortăreață militară romană a unei unități auxiliare, din limes-ului germanico-retic, de la sfârșitul principatului lui Domițian / începutul celui al lui Traian (93 - cca 100), până la cel al lui Antoninus Pius, când a fost abandonat, prin 146.

## Organizare administrativă
Heidenheim este organizat din punct de vedere administrativ în centrul orașului și 4 suburbii. Oggenhausen și Grosskuchen au statutul unei localități ce aparține de oraș conform normelor de administrare a comunelor din Baden-Württemberg (Gemeindeordnung).
- Schnaitheim (cu Aufhausen, Mittelrain, Wehrenfeld și Hagen) este o fostă comună care a devenit parte a orașului Heidenheim în urma reformei administrative din 1910. Are un total de 10.973 (2010) locuitori și se întinde pe 3.242,77 ha.[7] Caracterul rural este acentuat prin existența unor asociații culturale (Sängerbund Schnaitheim 1864) sau sportive (Turn- und Sportgemeinde Schnaitheim 1874 e.V., cu 2500 de membrii în 14 secții sportive). Biserica din Schneitheim este din 1470. În Hagen se află un funicular pentru schi alpin iar iarna se amenajeasă trasee pentru schi fond. Aufhausen este o localitate mai veche cu circa 450 de locuitori.
- Mergelstetten (cu Reutenen) este o fostă comună care a devenit parte a orașului Heidenheim în urma reformei administrative din 1937.
- Oggenhausen (cu Heuhof) este o fostă comună care a devenit parte a orașului Heidenheim în urma reformei administrative din 1971.
- Großkuchen (cu Kleinkuchen, Nietheim și Rotensohl și de asemenea cu teritoriul localităților dispărute: Hagenbucher Hof, Hubatsweiler sau Hubertsweiler și Norderenhausen)  este o fostă comună care a devenit parte a orașului Heidenheim în urma reformei administrative din 1974.

## Economie
Orașul Heidenheim este prin tradiție un centru pentru prelucrarea hârtiei. În mai 2006, primul Centru pentru tehnologia hârtie a fost deschis în Heidenheim, costurile ridicându-se la 75 de milioane de euro.

## Orașe înfrățite
- Clichy (Franța), din 1958
- Sankt Pölten (Austria), din 1968
- Newport (Țara Galilor, Regatul Unit), din 1981
- Sisak (Croația), din 1988
- Döbeln (Saxonia, Germania), din 1991
- Iglau (Cehia), din 2002
- Cleveland (SUA).

## Personalități

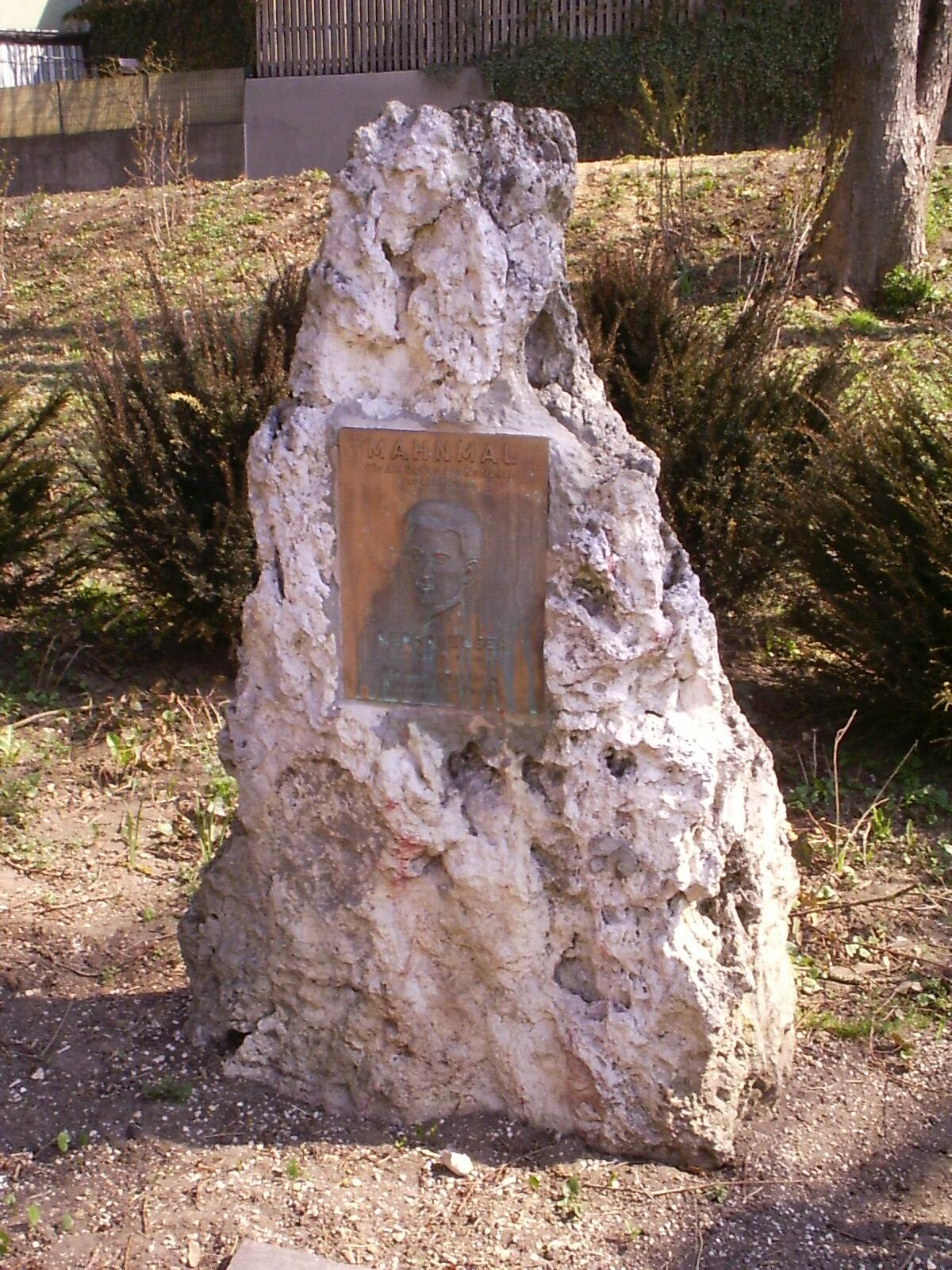
Piatră memorială pentru Georg Elser în Schnaitheim

- Erwin Rommel (1891 - 1944), feldmareșal al Germaniei naziste
- Georg Elser (1903 - 1945) tâmplar, care a comis în 1939 un atentat asupra lui Hitler, a trăit și muncit mai mulți ani în Heidenheim
- Walter Kasper, (n. 1933), cardinal al Bisericii Catolice;
- Gerhard Thiele (n. 1953), fizician, astronaut;
- Ćamila Mičijević (n. 1994), handbalistă.